# Dries Van den Broecke
Dries Van den Broecke, né le 10 mai 1995 à Gand en Belgique, est un skieur alpin belge. 

## Biographie
Dries Van den Broecke est originaire de Gand. À l'âge de 12 ans, il s'installe en Autriche et a fréquente le Schigymnasium Stams. Il vit désormais à Plangeross dans le Pitztal et s'est déjà entraîné avec le Benni Raich Race Center. Il maîtrise quatre langues: l'allemand, l'anglais, le français et le néerlandais.
Il connaît un premier succès en 2008, lorsqu'il remporte le prestigieux Trofeo Topolino. À l'âge de 15 ans, il participe pour la première fois aux Championnats du monde juniors à Crans-Montana et prend part à la descente, au super-G et au slalom géant. Lors de ses quatre autres participations (jusqu'en 2016), une 21e place au slalom de Jasná (2014) reste son meilleur résultat. En 2012, il remporte la médaille d'argent en slalom lors des Jeux olympiques de la jeunesse d'hiver à Innsbruck.
Le 2 décembre 2012, à l'âge de 17 ans, il fait ses débuts en Coupe du monde lors du slalom géant de Beaver Creek, et quelques semaines plus tard, il participe pour la première fois à la Coupe d'Europe. Jusqu'à présent, il n'a pas marqué de points en Coupe du monde. En 2014, il remporte les titres de champion de Belgique de super-G, de slalom géant et de slalom à Val Thorens. Le 11 février 2017, il monte pour la première fois sur le podium d'une course FIS en terminant troisième du slalom de Garmisch-Partenkirchen.
Lors des Championnats du monde de Saint-Moritz, Van den Broecke créé la surprise lors de la compétition par équipe. Lors du premier tour de la course parallèle, il inflige au multiple champion du monde Marcel Hirscher sa première défaite dans cette discipline et réalise le troisième meilleur temps de la compétition avec 20,82 secondes. L'équipe belge est néanmoins éliminée par les favoris autrichiens,.
En novembre 2018, il marque ses premiers points pour le classement de la Coupe d'Europe avec une 25e place au slalom de Levi.
Aux Championnats du monde 2021, à Cortina d'Ampezzo, il réussit le douzième temps des qualifications du parallèle, insuffisant pour passer en phase finale.

## Palmarès

### Jeux olympiques
| Épreuve / Édition | Descente | Super G | Slalom géant | Slalom | Combiné alpin |
| ----------------- | -------- | ------- | ------------ | ------ | ------------- |
| JO 2022 Pékin     |          |         |              |        |               |

### Championnats du monde
| Épreuve / Édition               | Slalom géant | Slalom  | Parallèle                        |
| ------------------------------- | ------------ | ------- | -------------------------------- |
| Mondiaux 2017 Saint-Moritz      | Abandon      | Abandon | Épreuve inexistante à cette date |
| Mondiaux 2019 Åre               | Abandon      | Abandon | Épreuve inexistante à cette date |
| Mondiaux 2021 Cortina d'Ampezzo | Abandon      | Abandon | NQ                               |

### Jeux olympiques de la jeunesse
- Innsbruck 2012 :
  -  Médaille d'argent du slalom.